# Peridroma feralba
Peridroma feralba är en fjärilsart som beskrevs av Köhler 1963. Peridroma feralba ingår i släktet Peridroma och familjen nattflyn. Inga underarter finns listade i Catalogue of Life.